# Marian Kępiński (malarz)
Marian Kępiński (ur. w 1942 r. w Majdanie Kawęczyńskim na Lubelszczyźnie,
zm. 14 listopada 2023) – polski malarz, profesor sztuk plastycznych.

## Życiorys i twórczość
W latach 1964–1970 studiował w Wyższej Szkole Sztuk Plastycznych w Łodzi w pracowni prof. Mariana Jaeschke. W 1970 roku uzyskał dyplom. Przez wiele lat prowadził Pracownię Malarstwa na Wydziale Grafiki i Malarstwa łódzkiej ASP. W latach 80. XX wieku związany z niezależnym środowiskiem twórczym. W 1997 r. Prezydent Rzeczypospolitej Polskiej nadał mu tytuł naukowy profesora sztuk plastycznych. W 2013 r. Minister Kultury i Dziedzictwa Narodowego uhonorował artystę srebrnym medalem „Zasłużony Kulturze Gloria Artis”. Brał udział w ponad 160 wystawach zbiorowych w kraju i za granicą. Autor wielu wystaw indywidualnych. Wielokrotnie nagradzany za działalność twórczą i pedagogiczną. Jego prace znajdują się w zbiorach muzealnych, państwowych i kolekcjach prywatnych w kraju i za granicą.
Został pochowany na Starym Cmentarzu rzymskokatolickim w Piotrkowie Trybunalskim.

Od kilkudziesięciu lat związany jest z nurtem realizmu metafizycznego. Malarstwo jest dla niego środkiem komunikowania się z otaczającą rzeczywistością. Wśród wielu symboli, które pojawiają się w malarstwie artysty, szczególnie ważne są te związane z drogą, labiryntem, piramidą, drzewem, kryształem, widokiem nocnego, rozgwieżdżonego nieba, pejzażem łąki i lasu. Rzeczywistość, którą maluje, dotyczy przede wszystkim bogactwa światów: wyobraźni, snu, przeczuć, spraw niedoświadczalnych i niedotykalnych. Warunkiem niezbędnym do zrozumienia niezwykle precyzyjnie zaplanowanych kompozycji jest umiejętność skupienia, wyłączenia się z chaosu, gonitwy i uwikłania w aktualność, umiejętność spojrzenia poza czasem i poza przestrzenią własnego doświadczenia.